# Akiko Niwata
Akiko Niwata (庭田 亜樹子, Niwata Akiko, Osaka, 12 september 1984) is een Japans voormalig voetbalster.

## Carrière

### Clubcarrière
Niwata begon haar carrière in 2000 bij Speranza FC Takatsuki. Ze tekende in 2007 bij Urawa Reds. Met deze club werd zij in 2009 kampioen van Japan. In 2012 beëindigde zij haar carrière als voetbalster.

### Interlandcarrière
Niwata nam met het Japans elftal onder 20 deel aan de WK onder 19 in 2002. Daar stond zij in alle vier wedstrijden van Japan opgesteld.
Niwata maakte op 19 maart 2003 haar debuut in het Japans vrouwenvoetbalelftal tijdens een vriendschappelijke wedstrijd tegen Thailand.

## Statistieken
| Japans vrouwenvoetbalelftal | Japans vrouwenvoetbalelftal | Japans vrouwenvoetbalelftal |
| Jaar                        | Wed.                        | Dlp.                        |
| --------------------------- | --------------------------- | --------------------------- |
| 2003                        | 1                           | 0                           |
| Totaal                      | 1                           | 0                           |